# Lullebottentjärnen
Lullebottentjärnen är en sjö i Arvidsjaurs kommun i Lappland och ingår i Byskeälvens huvudavrinningsområde. Sjön har en area på 0,15 kvadratkilometer och ligger 340 meter över havet.

## Delavrinningsområde
Lullebottentjärnen ingår i det delavrinningsområde (725779-168576) som SMHI kallar för Mynnar i Byskeälven. Medelhöjden är 377 meter över havet och ytan är 53,27 kvadratkilometer. Det finns inga avrinningsområden uppströms utan avrinningsområdet är högsta punkten. Fräkenträskbäcken som avvattnar avrinningsområdet har biflödesordning 2, vilket innebär att vattnet flödar genom totalt 2 vattendrag innan det når havet efter 105 kilometer. Avrinningsområdet består mestadels av skog (53 procent) och sankmarker (35 procent). Avrinningsområdet har 0,86 kvadratkilometer vattenytor vilket ger det en sjöprocent på 1,6 procent.